# RBC Roosendaal
RBC (2001–2011 RBC Roosendaal) war ein Fußballverein aus der niederländischen Stadt Roosendaal in der Provinz Noord-Brabant.

## Geschichte
Durch eine Fusion von VV Roosendaal und den Roosendaalse Boys entstand 1927 die Roosendaal Boys Combinatie (RBC).
1955 trat RBC in den niederländischen Profifußball ein. Dort war der Verein vor allem in der zweiten und dritten Liga anzutreffen, ehe RBC mit einer Umstrukturierung der Profiligen 1971 ins Amateurlager zurückfiel. Der Verein wurde 1973 Amateur-Landesmeister. Zwei weitere Titel sollten folgen.
1986 kehrte RBC in den Profifußball zurück. 2000 qualifizierte sich der Verein unter Trainer Robert Maaskant für die Aufstiegsspiele zur Eredivisie. Dort wurde sensationell der Aufstieg in die erste Liga perfekt gemacht. Ein Jahr später stieg RBC wieder ab. In der Zwischenzeit wurde der Name in RBC Roosendaal geändert. 2002 gelang erneut der Aufstieg. Bis 2006 spielte man ununterbrochen in der ersten Liga, stieg dann jedoch mit dem letzten Tabellenplatz in die zweite Liga ab. Zum 31. Mai 2011 meldete der Verein Insolvenz an. Zwei Wochen später am 8. Juni wurde bekannt, dass der Verein nicht über die nötigen finanziellen Mittel verfüge, um im Amateurbereich einen Neuanfang zu wagen. RBC Roosendaal wurde infolgedessen aufgelöst.
2012 hat RBC erneut als Amateurverein angefangen und spielte anfangs in der 5. Klasse der Amateuren. RBC spielt in orangefarbenen Trikots und weißen Hosen. Derzeit spielt der Verein in der dritten niederländischen Liga.

## Trainer des RBC
| Trainers        | Zeitraum  | Bemerkung |
| --------------- | --------- | --------- |
| Jan Poortvliet  | 1996–1997 |           |
| Ruud Kaiser     | 1998–1999 |           |
| Robert Maaskant | 1999–2002 |           |
| Robert Maaskant | 2006–2007 |           |
| Rob Meppelink   | 2007–2008 |           |
| Rini Coolen     | 2008–2010 |           |
| Sándor Popovics | 2010      |           |
| Eric Hellemons  | 2010      |           |
| Fuat Çapa       | 2010–2011 |           |
| Dean Gorré      | 2011      |           |

## Spieler
- Pierre van Hooijdonk (1989–1991)
- Edwin de Graaf (2001–2005, 2005)
- Maikel Aerts (2002–2005)
- Danny Hesp (2003–2005)
- Kees Kwakman (2006–2008)